# Paraselinum
Paraselinum là chi thực vật có hoa trong họ Apiaceae.